# Waldyr Geraldo Boccardo
Waldyr Geraldo Boccardo (São Manuel, 28 de enero de 1936-Río de Janeiro, 18 de noviembre de 2018) fue un baloncestista brasileño.

## Biografía
Waldir Boccardo comenzó su carrera en São José; después jugó en clubes de Río de Janeiro como Vasco da Gama, Flamengo y Botafogo. Integró la selección brasileña de baloncesto que se consagró campeón en el Mundial de 1959 en Chile.
Al año siguiente obtuvo la medalla de bronce olímpica en los Juegos Olímpicos de Roma.
Después de retirarse como jugador, fue entrenador de varios equipos brasileños y también asistente técnico de la selección brasileña, que quedó tercera en el mundial de Filipinas en 1978. Boccardo también se dedicó a charlas y cursos para reciclaje y capacitación de técnicos de baloncesto en Brasil.
El 18 de noviembre de 2018, Waldir Boccardo falleció a los 82 años, en Río de Janeiro, como consecuencia de una infección generalizada. Fue miembro del equipo que ganó el título en el Campeonato Mundial de 1959 y la medalla de bronce en los Juegos Olímpicos de Roma 1960.